# Aeroporto Internazionale della Regione di Murcia
L'Aeroporto Internazionale della Regione di Murcia - Juan de la Cierva (AIRM) (IATA: RMU, ICAO: LEMI), popolarmente conosciuto come Aeropuerto de Corvera è un aeroporto spagnolo situato nella Regione di Murcia, in località Corvera, 25 km a sud del capoluogo regionale. I lavori per la costruzione dell'aeroporto iniziarono nel 2008 e si conclusero nel 2012. È stato inaugurato il 15 gennaio 2019 dal re Filippo VI di Spagna.

## Ubicazione
L'aeroporto è localizzato a 25 km a sud di Murcia e a 32 km a nord di Cartagena. È facilmente raggiungibile tramite l'autovía A-30 ed attraverso un'estesa rete stradale che collega l'aeroporto alle principali vie di comunicazione del 'Levante' spagnolo.

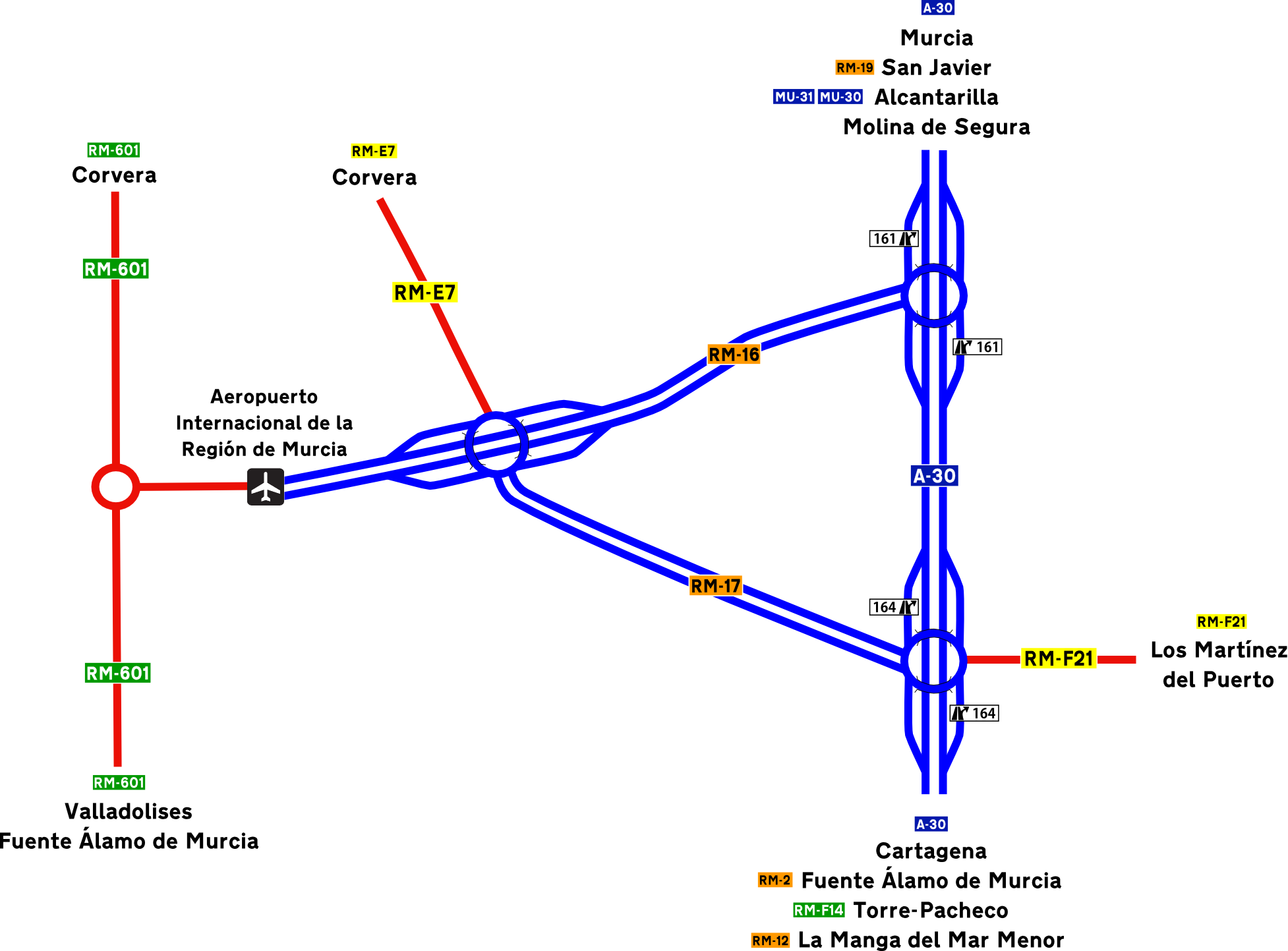
I collegamenti stradali dell'aeroporto

## Caratteristiche
L'aeroporto dispone di una pista di 3 km di lunghezza e 45 m di larghezza e di un terminal passeggeri di 28.500 m². Il terminal è dotato di 9 porte d'imbarco, 25 banchi per il check-in e 4 nastri per il ritiro dei bagagli. Ha una capacità di 3 milioni di passeggeri e di 23.000 voli all'anno.

## Gestione
La gestione dell'aeroporto è affidata all'Aena ed è l'unico aeroporto spagnolo di cui Aena non sia proprietaria ma solo concessionaria per la gestione della struttura. Seppure fino al 2018 si ipotizzasse che l'aeroporto potesse funzionare insieme all'altro aeroporto regionale (quello di San Javier), nel corso del 2018 è stato deciso che il nuovo aeroporto sostituisse completamente quello di San Javier.

## Collegamenti
L'aeroporto internazionale della Regione di Murcia - Juan de la Cierva è servito dalle superstrade regionali RM-16 e RM-17, costruite appositamente per collegare l'aeroporto all'autostrada A-30 (Albacete-Murcia-Cartagena). L'aeroporto è inoltre collegato alla strada regionale RM-601 che lo mette in comunicazione con le località di Corvera, Valladolises e Fuente Álamo. L'aeroporto è infine servito da quattro linee di autobus (Aeroporto-Murcia, Aeroporto-Cartagena, Aeroporto-San Pedro del Pinatar e Aeroporto-Los Alcázares.